# Resolució 2354 del Consell de Seguretat de les Nacions Unides
La Resolució 2354 del Consell de Seguretat de les Nacions Unides fou adoptada per unanimitat el 24 de maig de 2017. El Consell va proporcionar als països noves directrius per combatre la retòrica utilitzada pels terroristes d'Estat Islàmic i Al Qaeda per incitar a cometre actes terroristes.

## Observacions
El representant d'Egipte va destacar la importància d'anar contra la retòrica dels terroristes en la lluita contra el terrorisme; especialment quan mobilitzaven els joves i justificaven el "sacrifici personal". No s'acceptaria un altre document que acabés en esperances; hi havia recomanacions concretes. Alguns països continuaven donant suport al terrorisme. El Consell de Seguretat ha de deixar clar que els terroristes representaven "pols als ulls de la humanitat" representat, no representen la seva religió i estan condemnats a desaparèixer.
El representant suec va dir que calia més recerca per veure quines estratègies van donar resultats. D'acord amb el representant del Kazakhstan, un país de majoria musulmana, una retòrica contrària dirigida a grups vulnerables (minoritaris) conduiria a la desradicalització i el retorn a la societat.
El representant de Rússia va dir que les directrius posaven l'accent en els principis de la Carta de les Nacions Unides, inclosa la inadmissibilitat de la ingerència en els assumptes interns dels països. Les violacions d'aquest principi jugaven un paper en els terroristes.

## Contingut
El terrorisme només es podia combatre eficaçment si tots els països i organitzacions internacionals treballaven plegades per aturar, aïllar i eliminar els terroristes. Els països havien d'abordar les causes de l'extremisme violent. En aquest context, es va fer referència a la resolució 2178 (2014). És important destacar, però, que les mesures adoptades estaven d'acord amb els drets humans, el dret dels refugiats i el dret humanitari.
La incitació i la justificació o la glorificació del terrorisme van ser fortament condemnats. Els mitjans de comunicació, les comunitats civils i religioses, el món empresarial i les institucions educatives tenien un paper important a l'hora de promoure la tolerància i crear una atmosfera en què el terrorisme no pogués prosperar. Els terroristes interpreten la religió de manera equivocada per justificar la violència i obtenir suport, especialment a través d'Internet i les xarxes socials.
El Comitè Antiterrorista (CTC) va editar un document titulat "Marc Ampliat internacional contra la retòrica del terrorisme" elaborat a petició del Consell de Seguretat, amb directrius sobre com Estat Islàmic i Al Qaeda animaven, motivaven i reclutaven voluntaris per cometre actes de terrorisme. Es va instruir al CTC per facilitar la cooperació internacional per implementar aquestes directrius i fer-ne un seguiment de l'aplicació.